# Aprotheca tenuisetosa
Aprotheca tenuisetosa là một loài ruồi trong họ Tachinidae.